# 張世才
張世才，字德夫，号幼白、又白，直隶淮安府山陽縣人，明朝政治人物。

## 生平
萬曆十六年（1588年）戊子科應天府鄉試舉人，十七年（1589年）己丑科进士。授户部主事，徙礼部员外，寻迁仪制司郎中。时储位久虚，冠婚不以时，世才甫受事，即草疏白尚书上之。又因三殿灾，詔问省愆之道，复条上封事。当是时诸臣請建储者多得嚴谴，世才前後數万言，神宗意颇嗛，然以其官守不罪也。倭寇倡蹶，兵部尚书石星訹于沈惟敬之说，请封平秀吉，于是东封议起，世才力排群议，以为不可。及秀吉遣使以表入谢，世才两上疏力辨其伪，岛寇谋阻，卒正中国之体。初，世才請立东宫，鄭貴妃已内啣之。会顺天乡试，有中式举人鄭芬者，文险怪，有「崩登望五等」等语，世才摘其语爲关节，奏黜之，芬，郑氏子弟也，遂嗾其姻家给事中刘道亨摭他事诬劾之，谪长芦盐连判官，稍迁南京户部主事，再遷员外郎，致仕归，卒祀乡贤。所著有《仪曹疏稿》、《远心园诗集》。

## 家族
曾祖张容，乡饮宾。嗣祖父张鎜。本生祖父张鈜。嗣父张尧中。本生父张尧化，钦賜尚善冠带。